# Diogenész Laertiosz

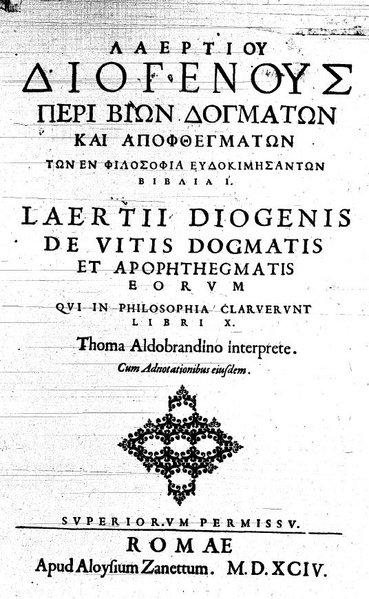
Diogenész Laertiosz műve 1594-es római kiadásának címlapja

Diogenész Laertiosz (ógörögül: Διογένης Λαέρτιος, latinul: Diogenes Laërtius), (Laerté, Kilikia, 180 körül – ?, 240 körül) görög történetíró; nevét mint az ókori görög filozófusok életrajzainak megírójáét ismerik.

## Művei
Pályáját Athénben kezdte, először epigrammákat írt. Epigrammakötetének első könyvében, melynek címe „Pammetrosz” (Mindenek mértéke) volt, híres emberek halálát örökítette meg.
Fő műve a filozófiában kitűnő tekintélyek életéről és gondolatairól szóló tízrészes munka, a „Philoszophón bión kai dogmatón szünagógé” (Filozófusok életének és tanainak gyűjteményes összefoglalása, magyarul A filozófiában jeleskedők élete és nézetei címmel több kiadásban is megjelent). A könyv filozófiai iskolákat, irányzatokat ír le, ugyanakkor számos antik filozófus életrajzát és munkásságát is bemutatja. A könyv nemcsak az elsődleges forrásait jelöli, hanem közli az egyes filozófusok műveinek jegyzékét, tanítványait, végrendeleteit, emlékezetét is, ezért a filológia számára felbecsülhetetlen értékű forrásnak számít.
Annak ellenére, hogy a mű ógörögül íródott, az első kiadásai latin nyelvűek voltak. Az első görög nyelvű kiadás 1553-ban jelent meg Bázelban, Hieronymus Frobenius és Nicolaus Episcopius kiadásában.

### A könyv felépítése
Diogenész áttekinthető rendszert igyekezett megalkotni.
| 1-7 könyv: Ión filozófia |
| 1. könyv: A hét bölcs |
| Thalész, Szolón, Khilión, Pittakosz, Biasz, Kleobulosz, Periandrosz, A szkíta Anakharszisz, Müszón, Epimenidész, Phereküdész                                                                           |
| 2. könyv: Szókratész, elődei és követői |
| Anaximandrosz, Anaximenész, klazomenai Anaxagorasz, Arkhelaosz, Szókratész, Xenophón, Aiszkhünész, Arisztipposz, Phaidón, Eukleidész, Sztilpón, Kritón, Szimón, Glaukon, Szimmiasz, Kebész, Menedémosz |
| 3. könyv: Platón |
| Platón |
| 4. könyv: Az Akadémia |
| Szpeuszipposz, Xenokratész, Polemón, Athéni Kratész, Krantór, Arkheszilaosz, Bión, Laküdész, Karneadész, Kleitomakhosz                                                                                 |
| 5. könyv: Peripatetikusok |
| Arisztotelész, Theophrasztosz, Sztratón, Lükón, Démétriosz, Hérakleidész |
| 6. könyv: Cinikusok |
| Antiszthenész, Szinópéi Diogenész, Monimosz, Onészikritosz, Thébai Kratész, Métroklész, Hipparkhia, Menipposz, Menedémosz                                                                              |
| 7. könyv: Sztoikusok |
| kitioni Zénón, Arisztón, Hérillosz, Dionüsziosz, Kleanthész, Szphairosz, Khrüszipposz |
| 8-10. könyv: nyugati görögség |
| 8. könyv: Püthagoreusok |
| Püthagorasz, Empedoklész, Szicíliai Epikharmosz, Arkhütasz, Alkmaión, Hippaszosz, Philolaosz, Eudoxosz                                                                                                 |
| 9. könyv: eleai filozófiai iskola, görög atomizmus, pürrhonizmus, stb.) |
| epheszoszi Hérakleitosz, kolophóni Xenophanész, Parmenidész, szamoszi Melisszosz, eleai Zénón, Leukipposz, Démokritosz, Prótagorasz, apollóniai Diogenész, Anaxarkhosz, Pürrhón, Phleiuszi Timón       |
| 10. könyv: Epikurosz |
| Epikurosz |

### Diogenész forrásai
Diogenész fő művének megírásakor számos forrást használt fel. Hogy ezeket a forrásokat kezében is tartotta azt nem tudni, nem kizárt, hogy több információt ő maga is csak másodlagos, vagy harmadlagos forrásból ismert. A könyvben vannak forrásként megjelölt művek, szerzők és vannak hivatkozások egyes szerzőkre és művekre. Mindkettő bizonytalan.

#### Idézett szerzők és művek[1]
| Név                    | Könyv címe                                                                  |
| ---------------------- | --------------------------------------------------------------------------- |
| Aiszkhünész            | –                                                                           |
| alexandriai Pabamónosz | Sztoiheiszisz                                                               |
| Alexón                 | Családfák (Diadokhai)                                                       |
| Amphikratész           | Híres emberekről                                                            |
| Anaxilaidész           | Filozófusokról                                                              |
| Androsz                | A háromlábról                                                               |
| Antigonosz Karüsztiosz | Zénonról, Életrajzok                                                        |
| Antileón               | Időpontokról                                                                |
| Antiszthenész          | Diadokhai                                                                   |
| Apollodórosz           | Krónika, A törvényhozók, Filozófiai herezisek                               |
| Arisztipposz           | Régiek kicsapongásai                                                        |
| Arisztophanész         | Felhők                                                                      |
| Arisztoxenosz          | Szórványos adatok, Püthagoraszról és ismeretségi köréről, Platón életrajza. |
| küréniai Danón         | A filozófusokról                                                            |
| Dienkidasz             | Megarikák                                                                   |
| Dikaiarkhosz           | Életrajzok                                                                  |
| Dioklész               | Filozófusok életrajza                                                       |
| Dioszkuridész          | Emlékezések                                                                 |
| Durisz                 | Hórák                                                                       |
| Dionüsziosz            | Kritikus írások                                                             |
| Eleuszusz              | Akhileuszról                                                                |
| Eudémosz               | A csillagászat története                                                    |
| Euphantosz             | Történet                                                                    |
| Eurüpidész             | Aygé                                                                        |
| Phabórinosz            | Vegyes történetek, Emlékek                                                  |
| Hekataiosz             | Az egyiptomiak filozófiája                                                  |
| Hérakleidész Pontikosz | A halott asszonyról                                                         |
| Hermipposz             | Arisztotelészről, Életrajzok, Mágusokról, Bölcsekről, Theophrasztoszról     |
| Hermodórosz            | Szórványos emlékek, Ítélettől való tartózkodás                              |
| Hippobotosz            | Szektákról, Filozófusok jegyzéke                                            |
| Kallimakhosz           | Jambusok                                                                    |
| Kalliasz               | Foglyok                                                                     |
| Kratinosz              | Heirószok, Arkhilokhoi                                                      |
| Manetosz               | Fizikusok                                                                   |
| Klearhosz              | A nevelésról                                                                |
| Mnészisztratosz        | Gyakorlati anyag                                                            |
| Müronianosz            | Párhuzamok                                                                  |
| Ónétor                 | Meggazdagodhat-e a bölcs?                                                   |
| Pamphilé               | Visszaemlékezések                                                           |
| Painaitiosz            | Filozófiai iskolákról                                                       |
| Szatürosz              | Életrajzok                                                                  |
| Szilémosz              | Történetek                                                                  |
| Szophilész             | Lakodalom                                                                   |
| Szószikratész          | Diadokhai                                                                   |
| Pszeuszipposz          | Platón halotti tora                                                         |
| Theodórosz             | Szektákról                                                                  |
| Theopomposz            | Csodálatos dolgok, Filippikák                                               |
| Thraszülosz            | –                                                                           |
| tibéraszi Jusztinosz   | Koszorú                                                                     |
| Timaiosz               | –                                                                           |
| Timón                  | Szillosz                                                                    |
| Timotheosz             | Életrajzok                                                                  |
| Xenophion              | Szümposzion                                                                 |

## Magyarul
- A sztoikus filozófusok életrajza; in: Sztoikus etikai antológia; vál., utószó, jegyz., fogalommutató Steiger Kornél; ford. Barcza József, Bollók János, Horváth István; Gondolat, Budapest, 1983 (Etikai gondolkodók)
- Diogenész Laertiosz: Xenophón; in: Xenophón történeti munkái; szerk., jegyz., utószó Németh György, ford. Németh György et al.; Osiris, Budapest, 2001 (Sapientia humana)
- A filozófiában jeleskedők élete és nézetei tíz könyvben, 1-2.; ford., előszó, bev., jegyz. Rokay Zoltán; Jel, Budapest, 2005–2007 ISBN 963-9318-85-X;